# Henryk Biel z Błeszna
Henryk Biel z Błeszna zw. Indrzychem herbu Ostoja (zm. po 1442) – dziedzic Błeszna, dworzanin i posłaniec króla Władysława Jagiełły.

## Życiorys
Był synem Abla Biela z Błeszna herbu Ostoja, podkomorzego wieluńskiego. Jego stryjem był Henryk Biel z Błeszna, kanonik gnieźnieński, proboszcz częstochowski. Miał dwóch braci - Zygmunta i  Mikołaja, z którym władał Błesznem do roku 1425. Tego roku Henryk i Mikołaj Bielowie dokonali podziału majątku poojcowskiego, na który składały się wsie: Błeszno, Wrzosowa, Biała Mała i Wielka, Wilkowiecko, Kamyk, młyn Mierzanów i dąbrowę zw. Stare Borowno. Henrykowi przypadło Błeszno oraz Biała Mała, Wrzosowa i młyn Mierzanów. Od roku 1418 przebywał na dworze króla Władysława Jagiełły jako jego posłaniec i dworzanin. W roku 1420 był wysłany przez króla z transportem koni na Litwę. Miał syna Mikołaja, piszącego się condam de Blaschno (czyli: niegdyś z Błeszna), występującego w roku 1456.